# Centre d'Art Contemporani de Màlaga
El Centre d'Art Contemporani de Màlaga (CAC Màlaga) és una iniciativa cultural de l'Ajuntament de Màlaga que té com a objectiu la difusió de les arts plàstiques del segle XX i XXI. L'antic Mercat de Majoristes de Màlaga, edifici declarat Bé d'Interès Cultural i seu de l'espai, compta amb 6.000 m² de superfície total, 2.400 dels quals estan destinats a exposicions. El CAC Màlaga va ser oficialment inaugurat el 17 de febrer de 2003 i obert al públic el 23 de febrer de 2003.

## Exposicions
La superfície està distribuïda en cinc espais diferenciats: tres per a les exposicions temporals, un per a la col·lecció permanent i una àrea polivalent per a activitats diverses, com ara el muntatge de les instal·lacions, l'exposició de l'obra produïda als tallers o la celebració d'un acte concret. A la zona expositiva, els visitants del CAC Màlaga hi troben les manifestacions més recents d'escultura, pintura, instal·lacions, fotografia, dibuix i objectes de disseny. Alhora, es mostren peces que per si mateixes o per la seva capacitat representativa d'un corrent han marcat pautes en la creació artística de les últimes dècades.
La col·lecció permanent disposa de 400 peces pròpies i cedides per institucions i particulars. Hi ha un gran nombre d'obres de creació recent que, per les seves característiques, són difícilment classificables en una tendència concreta. Durant aquests anys, el CAC Màlaga ha produït més de 130 exposicions individuals i una dotzena de col·lectives de noms de l'art contemporani com Art & Language, Gerhard Richter, Louise Bourgeois, Anish Kapoor, Kara Walker, Santiago Sierra, Vik Muniz, Erwin Wurm, William Kentridge, Luis Gordillo, Raymond Pettibon, Jaume Plensa, Tracey Emin, Julian Schnabel o els germans Jake i Dinos Chapman.